# Welsdorf
Welsdorf ist ein Ortsteil der Stadt Fürstenfeld im Bezirk Hartberg-Fürstenfeld in der Steiermark.

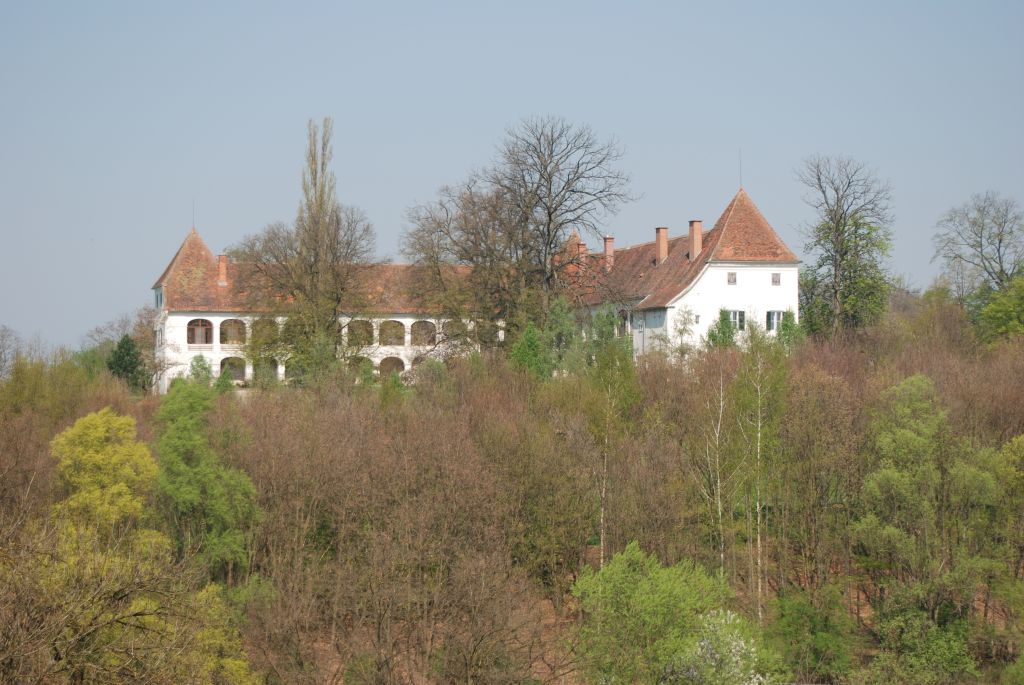
Schloss Welsdorf

Welsdorf befindet sich auf einer Kuppe westlich der Altstadt Fürstenfeld. Bis Ende 2014 ein Teil der Gemeinde Übersbach ist es nun eine Ortschaft von Fürstenfeld. Im Westen  befindet sich das Schloss Welsdorf, das Jonas von Wilfersdorf um 1600 errichten ließ.

## Persönlichkeiten
- Richard Heschl (1824–1881), Anatom